# President de Burundi
El president és el cap d'estat i cap de govern de Burundi. El càrrec va ser creat el 1966 després de la independència.

## Presidents de Burundi
| Inici - Fi del mandat                                                 | Nom                                                              | Partit        | Ètnia               |
| --------------------------------------------------------------------- | ---------------------------------------------------------------- | ------------- | ------------------- |
| The Republic of Burundi (Republika y'Burundi - République du Burundi) |                                                                  |               |                     |
| 28 de novembre de 1966 - 1 de novembre de 1976                        | Michel Micombero, president                                      | Mil/UPRONA    | Tutsi               |
| 2 de novembre de 1976 a 10 de novembre de 1976                        | Jean-Baptiste Bagaza, president del Consell revolucionari suprem | Mil/UPRONA    | Tutsi               |
| 10 de novembre de 1976 - 3 de setembre de 1987                        | Jean-Baptiste Bagaza, president                                  | Mil/UPRONA    | Tutsi               |
| 3 de setembre de 1987 - 10 de juliol de 1993                          | Junta militar                                                    | Junta militar | Junta militar       |
| 3 de setembre de 1987 - 9 de setembre de 1987                         | Pierre Buyoya, president del Comitè Militar de Salvació Nacional | Mil/UPRONA    | Tutsi; 1a vegada    |
| 9 de setembre de 1987 - 10 de juliol de 1993                          | Pierre Buyoya, president                                         | Mil/UPRONA    | Tutsi; 1a vegada    |
| 10 de juliol de 1993 - 21 d'octubre de 1993                           | Melchior Ndadaye, president                                      | Mil/UPRONA    | Hutu                |
| 21 d'octubre de 1993 - 27 d'octubre de 1993                           | François Ngeze, president del Comitè Militar de Salvació Pública | Mil           | Tutsi; en rebel·lió |
| 27 d'octubre de 1993 - 5 de febrer de 1994                            | Sylvie Kinigi, presidenta interina                               | UPRONA        | ♀; Tutsi            |
| 5 de febrer de 1994 - 6 d'abril de 1994                               | Cyprien Ntaryamira, president                                    | FRODEBU       | Hutu                |
| 6 d'abril de 1994 - 25 de juliol de 1996                              | Sylvestre Ntibantunganya, president                              | FRODEBU       | Hutu                |
| 25 de juliol de 1996 - 30 d'abril de 2003                             | Pierre Buyoya, president                                         | UPRONA        | Tutsi; 2a vegada    |
| 30 d'abril de 2003 - 26 d'agost de 2005                               | Domitien Ndayizeye, president                                    | FRODEBU       | Hutu                |
| 26 d'agost de 2005 - 2020                                             | Pierre Nkurunziza, president                                     | CNDD-FDD      | Hutu                |
| 2020 - actualitat                                                     | Evariste Ndayishimiye, president                                 | CNDD-FDD      | Hutu                |